# Amt Viöl
Das Amt Viöl ist ein Amt im Kreis Nordfriesland in Schleswig-Holstein. Es hat seinen Sitz in der gleichnamigen Gemeinde Viöl.

## Amtsangehörige Gemeinden
| 1. Ahrenviöl 2. Ahrenviölfeld 3. Behrendorf 4. Bondelum 5. Haselund | 1. Immenstedt 2. Löwenstedt 3. Norstedt 4. Oster-Ohrstedt | 1. Schwesing 2. Sollwitt 3. Viöl 4. Wester-Ohrstedt |

## Geschichte
1889 wurde im Kreis Husum der Amtsbezirk Viöl aus der Kirchspielslandgemeinde Viöl gebildet. Diese bestand aus den 16 Dorfschaften Behrendorf, Bondelum, Boxlund, Brook, Eckstock, Haselund, Hoxtrup, Kragelund, Kollund, Löwenstedt, Norstedt, Ostenau, Pobüll, Sollwitt, Spinkebüll und Viöl.
1934 wurden die Kirchspielslandgemeinde aufgelöst und die Dorfschaften bildeten eigenständige Landgemeinden. Noch im selben Jahr wurden Boxlund und Eckstock nach Viöl, Brook und Kollund nach Haselund, Kragelund nach Hoxtrup, Ostenau nach Löwenstedt, Pobüll nach Sollwitt und Spinkebüll nach Norstedt eingemeindet.
1948 wurde der Amtsbezirk aufgelöst und die acht Gemeinden bildeten die Kirchspielslandgemeinde Viöl, die noch im selben Jahr die Bezeichnung in Amt Viöl änderte. Mit Bildung des Kreises Nordfriesland wurde das Amt 1970 aufgelöst und die Gemeinden bildeten mit den sechs Gemeinden des Amtes Wester-Ohrstedt (Ahrenviöl, Ahrenviölfeld, Hochviöl, Immenstedt, Oster-Ohrstedt, Schwesing und Wester-Ohrstedt) das Amt Obere Arlau, das seinen Namen 1978 im Amt Viöl änderte.
1976 wurden Hochviöl und Hoxtrup nach Viöl eingemeindet.

## Wappen und Flagge

Flagge des Amtes Viöl

Blasonierung: „In Silber ein sich nach oben verjüngender blauer Wellenpfahl, überdeckt mit dem roten, aus dreizehn Bohlen bestehenden Laufsteg einer Holzbrücke. In den Oberecken zwei gleichschenklige, schwebende rote Kreuze.“
Die beiden Kreuze symbolisieren die beiden Kirchspiele Schwesing und Viöl, aus denen der Amtsbereich hervorgegangen ist. Diese werden durch die Arlau getrennt, die durch den Wellenpfahl dargestellt wird. Die Brücke repräsentiert mit ihren Bohlen die dreizehn  amtsangehörigen Gemeinden und soll die Möglichkeit und die Bereitschaft zur Begegnung mit den Einwohnern auf der jeweils anderen Seite betonen.